# Чо Хэчжин
Чо Хэчжин (Cho Haejin 조해진; р. 1976, Сеул) — южнокорейская писательница.

## Краткая биография
Окончила аспирантуру Женского университета Ихва. За свой литературный дебют в 2004 году получила премию для начинающих писателей.
Первый сборник рассказов называется «Город небожителей» (2008). Далее последовали такие произведения, как «В бесконечно прекрасном сне» (2011), «Я встретила Ро Кивана» (2011), «Лес, который никто не видел» (2013), «Давайте встретимся в пятницу» (2014).
В них писательница поднимает насущные проблемы современного корейского общества, уделяя внимание отношению к старым и больным людям, малоимущим, мигрантам — к тем, кто больше всего нуждается в сострадании и любви. Например, в романе «Я встретила Ро Кивана» рассказывается о судьбе беженца из Северной Кореи, волей случая оказавшегося в Бельгии.
Отдельные произведения писательницы переведены на английский, французский и русский языки.В сентябре 2017 года писательница была гостем Международной книжной ярмарки в Москве.

## В русском переводе
- Чо Хэчжин. Я встретила Ро Кивана. Роман. Перевод с корейского Ли Санъюн и Ким Хвана. С.-Пб.: Гиперион, 2016, 176 с. ISBN 978-5-89332-258-3[5]